# Хултсфред
Хултсфред (на шведски: Hultsfred) е град в лен Калмар, югоизточна Швеция. Главен административен център на едноименната община Хултсфред. Намира се на около 240 km на югозапад от столицата Стокхолм и на около 90 km на северозапад от Калмар. Получава статут на търговски град (на шведски шьопинг) през 1927 г. ЖП възел, има летище. Известен е със своя фестивал за рок и метъл музика. Населението на града е 5143 жители според данни от преброяването през 2010 г.